# Der mit den zwei Seelen
Der mit den zwei Seelen ist ein französischer animierter Kurzfilm von Fabrice Luang-Vija aus dem Jahr 2015.

## Handlung
Der Inuit Der mit den zwei Seelen ist schön wie Mann und Frau, kann sehr gut nähen und jagen und ist mit sich und seinen beiden Identitäten im Reinen. Die Frage, ob der zukünftige Partner ein Mann oder eine Frau sein sollte, stellt er sich, aber nicht zwingend. Sein Bruder bemerkt jedoch die Unentschlossenheit des jüngeren Bruders und schenkt ihm eine Frau für eine Nacht. Zwar verbringt Der mit den zwei Seelen eine Nacht mit der Frau, spricht jedoch nicht weiter darüber.
Der Frühling kommt, und eine schöne Witwe, die ihren Mann beim Fischen verloren hat, verliebt sich in Den mit den zwei Seelen. Sie fängt Fische im Fluss und schenkt sie Dem mit den zwei Seelen. Sie berichtet, dass sie als Frau zum Fluss gekommen sei, aber wie ein Mann gejagt habe. Mit den Fischen wird ein Festessen veranstaltet. Am Ende bittet Der mit den zwei Seelen die Frau in sein Bett. Seine Mutter hört ihn als Mann lachen. Am nächsten Tag geht die Frau auf die Jagd und Der mit den zwei Seelen bleibt im Iglu und näht, am Folgetag tauschen sie die Rollen und gehen schließlich auch gemeinsam jagen oder bleiben gemeinsam im Iglu und nähen, reden oder lachen.

## Produktion

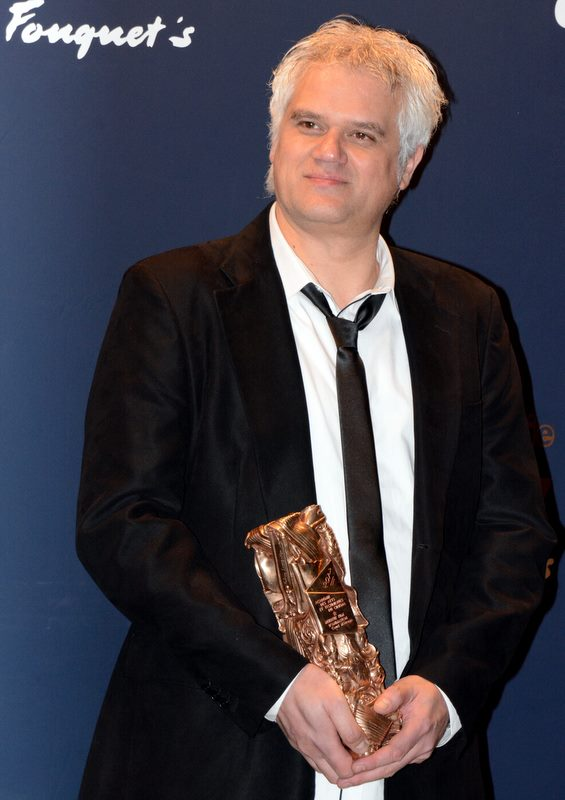
Fabrice Luang-Vija 2017 mit dem César für den besten animierten Kurzfilm für Der mit den zwei Seelen

Der mit den zwei Seelen basiert auf der Erzählung Celui qui a deux âmes von Néfissa Bénouniche, die mit Regisseur Fabrice Luang-Vija das Drehbuch verfasste und die Handlung auch als Erzählerin begleitet. Luang-Vija war auf die Erzählung zunächst als Hörbuch aufmerksam geworden; für den Film wurden kleinere Ergänzungen vorgenommen, so wird kurz auf die Vergangenheit der Witwe eingegangen. Phuong Maï Nguyen schuf das grafische Konzept des Films, da Luang-Vija seinen eigenen Cartoon-basierten Stil für ungeeignet hielt.
Die musikalische Untermalung des Films stammt von Terje Isungset, wobei Auszüge aus seinem Album Ice Concerts verwendet wurden. Zu hören ist zudem das Lied Silucian Town, gesungen von Terje Isungset und Lena Nymark. Der mit den zwei Seelen wurde in 2D-Computeranimation realisiert.
ARTE zeigte den Film Anfang April 2016 im Rahmen der Reihe Kurzschluss erstmals im deutschen Fernsehen. Der Film wurde auf dem Festival d’Animation Annecy gezeigt; international lief er unter anderem auf dem Hiroshima Kokusai Animation Festival.

## Auszeichnungen
Der mit den zwei Seelen gewann 2017 einen César in der Kategorie Bester animierter Kurzfilm. Auf dem Madrid International LGBT Film Festival war der Film im Vorjahr zudem mit dem Jurypreis ausgezeichnet worden.